# Gnòmon

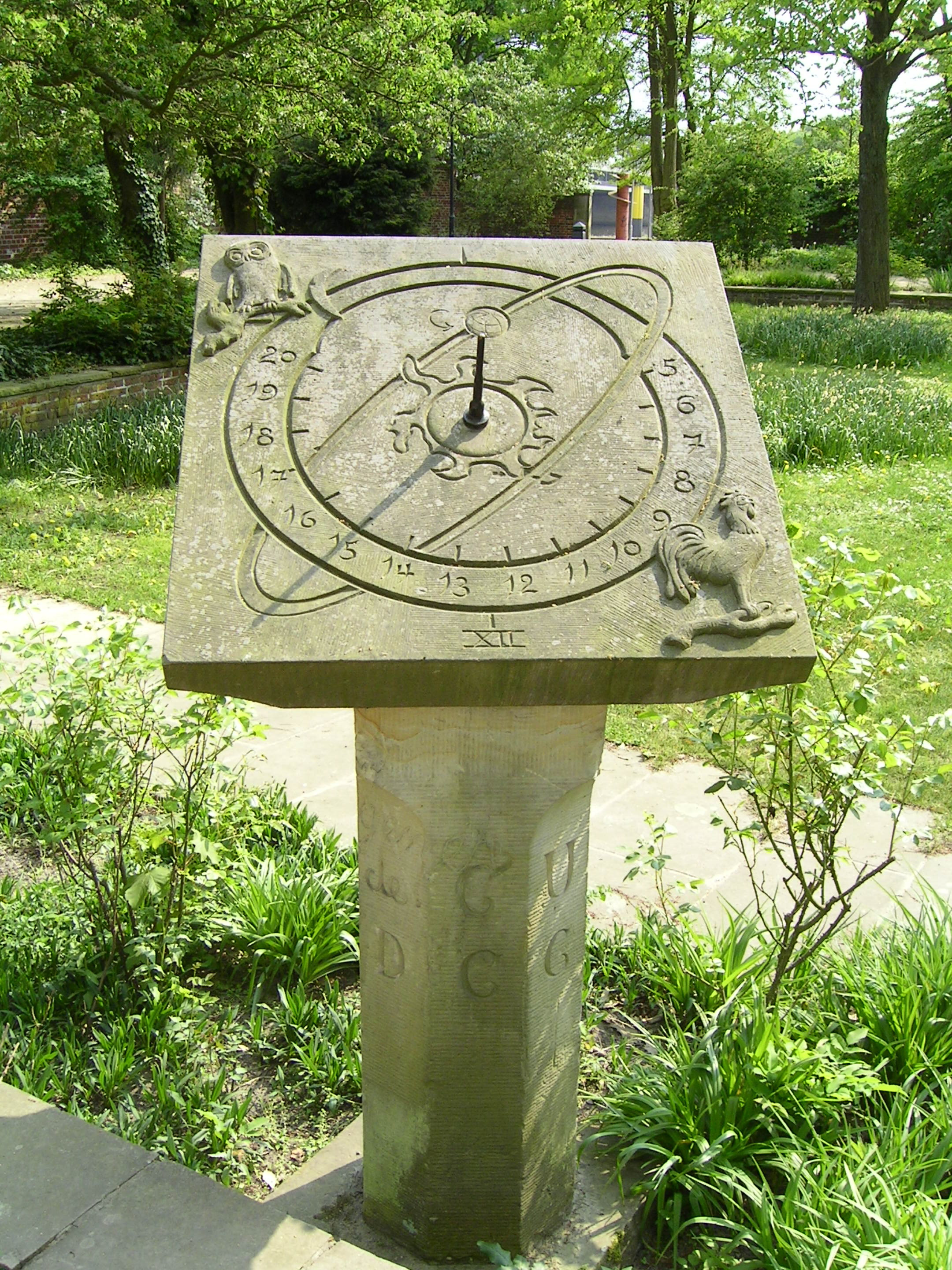
Petit gnòmon horitzontal

Un gnòmon és un estil, tija o columna que, per la posició i llargària de la seva ombra, serveix com a indicador. En geometria, un gnòmon és una figura plana formada llevant un paral·lelogram del cantó d'un paral·lelogram més gran. Aquest és un cas particular del gnòmon pitagòric: una figura geomètrica que ha de ser afegida a una figura donada perquè la figura nova sigui semblant a aquesta última.

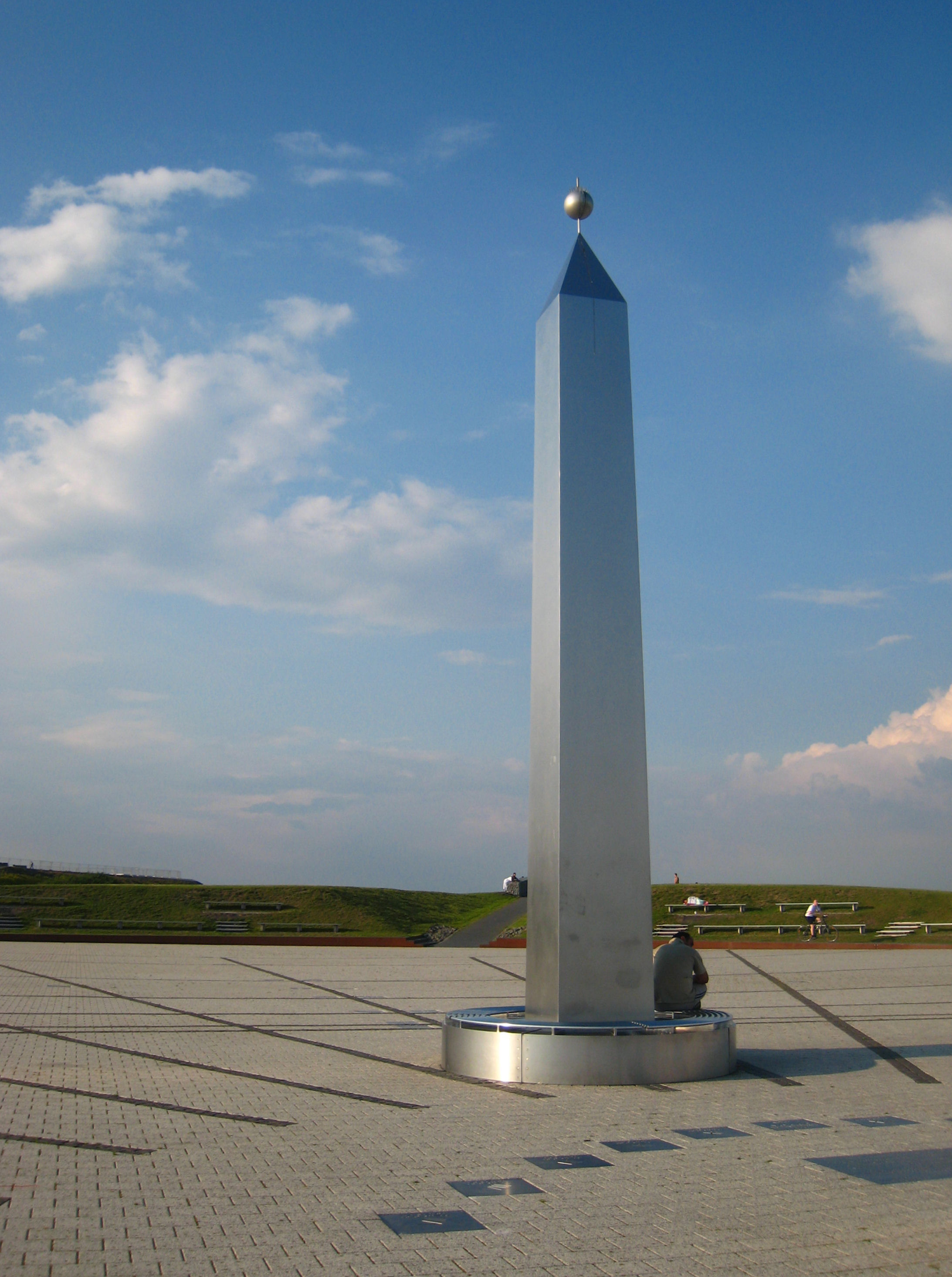
Gnòmon modern a Recklinghausen

Al cenotafi de Seti I (1300 aC), es descriu l'ús d'un rellotge de sol. La gnomònica ha estat sempre unida, per una banda, al concepte de mesura del temps i, d'altra banda, a la idea d'aplicació cartogràfica de representació en mapes terrestres, encara que se suposa que el primer a emprar aquest tipus de projecció va ser el físic grec Tales de Milet per a construir mapes estel·lars.
L'autor grec que abans va començar a denominar-lo, i tal sigui el més important, va ser Heròdot (484-426 aC), que fa una petita ressenya a la seva Història II.109.3 dels coneixements grecs del temps, dient que van adquirir la divisió del dia en dotze parts dels babilonis. Per tant, el sistema horari dels grecs era temporani: amb això, es vol dir que l'hora s'entenia com la dotzena part de l'arc diürn recorregut pel Sol, però com tal arc varia al llarg de l'any, l'hora també varia. Per aquesta raó, aquest sistema se'l denomina també d'hores desiguals. Els romans, al seu torn, van heretar aquest sistema de divisió del dia dels grecs.
Plini el Vell (100-59 aC) a la seva Història natural, relata la història del rellotge que l'emperador August va fer construir al Camp de Mart, aprofitant un obelisc.